# Vectaerovenator
Vectaerovenator je rod teropodního dinosaura z kladu Tetanurae, jehož objev byl oficiálně oznámen v létě roku 2020. Fosilie tohoto teropoda byly objeveny na území ostrova Isle of Wight a jeho stáří činí asi 115 milionů let (spodní křída, pozdní geologický věk apt). Fosilie (v podobě čtyř obratlů) byly náhodně objeveny v roce 2019 v sedimentech souvrství Ferruginous Sandstone (formace Lower Greensand Group). Formálně byl popsán týmem britských paleontologů v září roku 2020.

## Popis
Tento menší teropod dosahoval délky zhruba 4 metry. Krční a hrudní obratle jsou vysoce pneumatizované a zaživa byly vyplněny vzdušnými vaky. Je možné, že se jednalo o zástupce nadčeledi Tyrannosauroidea a byl tedy vzdálené příbuzný například mnohem později žijícímu a podstatně většímu druhu Tyrannosaurus rex. Jedná se v současnosti o jednoho z nejmladších známých dinosaurů z území Velké Británie (nepočítáme-li izolované objevy fosilních zubů) a zároveň o prvního diagnostikovatelného neptačího teropoda z období věku apt (asi před 125 až 112 miliony let) na území Evropy.